# Liste der Gemeinden im Altmarkkreis Salzwedel
Die Liste der Gemeinden im Altmarkkreis Salzwedel gibt einen Überblick über die 13 kleinsten Verwaltungseinheiten des Landkreises. Dabei handelt es sich um drei Städte, zwei Hansestädte, zwei Flecken und sechs Gemeinden.
Der Altmarkkreis Salzwedel liegt im Nordwesten des Landes Sachsen-Anhalt. Er wurde im Zuge der Kreisreform 1994 aus dem Landkreis Salzwedel und Teilen der Landkreise Gardelegen, Klötze und Osterburg unter dem Namen Landkreis Westliche Altmark gebildet. Noch im selben Jahr erhielt er seine heutige Bezeichnung. Von der Kreisreform 2007 blieb der Landkreis unberührt. Die aktuelle Verwaltungsgliederung besteht seit 2011.

## Beschreibung
Im Landkreis existiert eine Verbandsgemeinde:
- Verbandsgemeinde Beetzendorf-Diesdorf mit den Flecken Apenburg-Winterfeld und Diesdorf und den Gemeinden Beetzendorf, Dähre, Jübar, Kuhfelde, Rohrberg und Wallstawe.

Die Städte Arendsee (Altmark), Kalbe (Milde) und Klötze und die Hansestädte Gardelegen und Salzwedel sind Einheitsgemeinden.
Der Landkreis hat eine Gesamtfläche von 2.293,05 km². Die Hansestadt Gardelegen ist mit einer Fläche von 632,43 km² nicht nur die mit Abstand größte Gemeinde des Landkreises, sondern zählt auch zu den flächengrößten Gemeinden Deutschlands. Während die übrigen vier Einheitsgemeinden zwischen 305 und 269 km² groß sind, besitzen die acht verwaltungsgemeinschaftsangehörigen Gemeinden eine Fläche von maximal 100,52 km². Kleinste Gemeinde des Kreises ist mit 38,28 km² die Gemeinde Rohrberg.
Die meisten der 86.878 Einwohner des Landkreises entfallen auf die Hansestädte Salzwedel (23,131 Einwohner) und Gardelegen (21,964 Einwohner). Die drei Städte besitzen jeweils eine Einwohnerzahl zwischen 7.000 und 11.000, von den übrigen Gemeinden hat eine etwas über 3.000, eine weitere über 2.000, sechs über 1.000 und eine unter 1.000 Einwohner. Bei der letztgenannten handelt es sich um die Gemeinde Wallstawe mit einer Bevölkerungszahl von 837.
Mit 38 Einwohnern pro km² zählt der Altmarkkreis Salzwedel zu den am dünnsten besiedelten Landkreisen in Deutschland. Die Kreisstadt Salzwedel besitzt mit 76 Einwohnern pro km² die mit Abstand höchste Bevölkerungsdichte aller Gemeinden des Landkreises, außerdem liegt sie als einzige Gemeinde über dem Landkreisdurchschnitt. In drei Gemeinden leben zwischen 30 und 37 Einwohner pro km², in den übrigen neun weniger. Mit 17 Einwohnern pro km² hat die Gemeinde Dähre die geringste Einwohnerdichte.

## Legende
- Gemeinde: Name der Gemeinde
- Verbandsgemeinde: Verbandsgemeinde, der die Gemeinde angehört
- Wappen: Wappen der Gemeinde
- Karte: Zeigt die Lage der Gemeinde im Altmarkkreis Salzwedel
- Fläche: Fläche der Gemeinde in Quadratkilometern[1]
- Einwohner: Zahl der Menschen die in der Gemeinde leben (Stand: 31. Dezember 2023)[1]
- EW-Dichte: Einwohnerdichte, gerechnet auf die Fläche der Verwaltungseinheit, angegeben in Einwohner pro km² (Stand: 31. Dezember 2023)
- Höhe: Höhe der namensgebenden Ortschaft in Meter über Normalnull
- Bild: Bild aus der jeweiligen Gemeinde

## Gemeinden
| Gemeinde                    | Verbandsgemeinde     | Wappen                                             | Karte                                                           | Fläche   | Einwohner | EW- Dichte | Höhe | Bild                                      |
| --------------------------- | -------------------- | -------------------------------------------------- | --------------------------------------------------------------- | -------- | --------- | ---------- | ---- | ----------------------------------------- |
| Altmarkkreis Salzwedel      |                      | Wappen Altmarkkreis Salzwedel                      | Lage des Altmarkkreises Salzwedel in Sachsen-Anhalt             | 2.293,05 | 80,780    | 35         |      |                                           |
| Flecken Apenburg-Winterfeld | Beetzendorf-Diesdorf | Die Gemeinde Apenburg-Winterfeld führt kein Wappen | Lage des Fleckens Apenburg-Winterfeld im Altmarkkreis Salzwedel | 59,31    | 1.683     | 28         | 35   | Kirche St. Johannis Baptistae in Apenburg |
| Stadt Arendsee (Altmark)    |                      | Wappen Stadt Arendsee (Altmark)                    | Lage der Stadt Arendsee (Altmark) im Altmarkkreis Salzwedel     | 269,68   | 6.321     | 23         | 25   | Klosterkirche Arendsee                    |
| Gemeinde Beetzendorf        | Beetzendorf-Diesdorf | Wappen Gemeinde Beetzendorf                        | Lage der Gemeinde Beetzendorf im Altmarkkreis Salzwedel         | 97,97    | 2.962     | 30         | 35   | Burgruine Beetzendorf                     |
| Gemeinde Dähre              | Beetzendorf-Diesdorf | Die Gemeinde Dähre führt kein Wappen               | Lage der Gemeinde Dähre im Altmarkkreis Salzwedel               | 78,72    | 1.332     | 17         | 54   | Dorfkirche in Dahrendorf                  |
| Flecken Diesdorf            | Beetzendorf-Diesdorf | Wappen Flecken Diesdorf                            | Lage des Fleckens Diesdorf im Altmarkkreis Salzwedel            | 100,51   | 2.120     | 21         | 56   | Klosterkirche Diesdorf                    |
| Hansestadt Gardelegen       |                      | Wappen Hansestadt Gardelegen                       | Lage der Hansestadt Gardelegen im Altmarkkreis Salzwedel        | 632,43   | 21,964    | 35         | 43   | Rathaus Gardelegen                        |
| Gemeinde Jübar              | Beetzendorf-Diesdorf | Wappen Gemeinde Jübar                              | Lage der Gemeinde Jübar im Altmarkkreis Salzwedel               | 70,89    | 1.524     | 21         | 75   | Dorfkirche Jübar                          |
| Stadt Kalbe (Milde)         |                      | Wappen Stadt Kalbe (Milde)                         | Lage der Stadt Kalbe (Milde) im Altmarkkreis Salzwedel          | 272,70   | 7.089     | 26         | 31   | Burgruine Kalbe                           |
| Stadt Klötze                |                      | Wappen Stadt Klötze                                | Lage der Stadt Klötze im Altmarkkreis Salzwedel                 | 278,29   | 9.794     | 35         | 60   | Rathaus Klötze                            |
| Gemeinde Kuhfelde           | Beetzendorf-Diesdorf | Die Gemeinde Kuhfelde führt kein Wappen            | Lage der Gemeinde Kuhfelde im Altmarkkreis Salzwedel            | 45,59    | 1.045     | 23         | 22   | Kirche Kuhfelde                           |
| Gemeinde Rohrberg           | Beetzendorf-Diesdorf | Die Gemeinde Rohrberg führt kein Wappen            | Lage der Gemeinde Rohrberg im Altmarkkreis Salzwedel            | 38,28    | 978       | 26         | 37   | Dorfkirche Rohrberg                       |
| Hansestadt Salzwedel        |                      | Wappen Hansestadt Salzwedel                        | Lage der Hansestadt Salzwedel im Altmarkkreis Salzwedel         | 304,57   | 23,131    | 76         | 20   | Neuperver Tor                             |
| Gemeinde Wallstawe          | Beetzendorf-Diesdorf | Die Gemeinde Wallstawe führt kein Wappen           | Lage der Gemeinde Wallstawe im Altmarkkreis Salzwedel           | 44,09    | 837       | 19         | 32   | Dorfkirche Wallstawe                      |